# Distretto di Brodnica
Il distretto di Brodnica (in polacco powiat brodnicki) è un distretto polacco appartenente al voivodato della Cuiavia-Pomerania.

## Geografia antropica

### Suddivisioni amministrative
Il distretto comprende 10 comuni.
- Comuni urbani: Brodnica
- Comuni urbano-rurali: Górzno, Jabłonowo Pomorskie
- Comuni rurali: Bartniczka, Bobrowo, Brodnica, Brzozie, Osiek, Świedziebnia, Zbiczno